# Сексбурга (королева Уэссекса)
Сексбурга (англ. Seaxburh; умерла в 673 или 674) — жена короля Кенвала Уэссекского, по утверждению «Англосаксонской хроники», правила совместно с мужем в последние два года его правления и в течение года после его смерти в 672 году.
Сексбурга была второй женой Кенвала. Первым браком он был женат на сестре Пенды Мерсийского. Дата свадьбы Сексбурги и Кенвала неизвестна. Никакие дети от их брака также неизвестны, хотя возможно, что они были, а Сексбурга управляла государством от имени некоего неизвестного сына. Подобная практика существовала во Франкском государстве, где королевы Брунгильда и Фредегонда правили от имени сыновей и внуков. К 675 году Сексбурга уже была смещена с престола, поскольку хроники сообщают, что в это время западные саксы вели успешные боевые действия под предводительством Эсквина против Вульфхера Мерсийского.